# میتسوبیشی جی۴ام
میتسوبیشی جی۴ام (به انگلیسی: Mitsubishi G4M) یک هواپیمای ساختِ کارخانهٔ صنایع سنگین میتسوبیشی در کشور ژاپن است. نخستین استفاده‌کنندهٔ این هواپیما سرویس هوایی نیروی دریایی امپراتوری ژاپن بوده‌است. این هواپیما برای نخستین بار در ۲۳ اکتبر ۱۹۳۹ میلادی مورد استفاده قرار گرفت.